# Julianów (województwo śląskie)
Julianów – wieś w Polsce położona w województwie śląskim, w powiecie kłobuckim, w gminie Lipie.
W latach 1975–1998 miejscowość administracyjnie należała do województwa częstochowskiego.